# Josep Piera
Josep Piera i Rubió (Beniopa, Gandía, 30 de mayo de 1947) es un poeta y escritor español en idioma valenciano.

## Biografía
Diplomado en Magisterio, se inició en la literatura participando en el colectivo Carn fresca, de jóvenes poetas valencianos. Se integraría de lleno en la que se va a denominar generación del 70. Su primera obra en prosa, Rondalla del retorn, (1977), ganó el premio Andròmina. Después siguieron otros reconocimientos como el Premio Carles Riba o el Josep Pla. En 1991, la Generalidad de Cataluña le concedió el Premio Cruz de San Jorge. La crítica destaca en él una narrativa intimista que lo ha llevado hacia la denominada literatura del yo. La inspiración para su obra vendría de los numerosos viajes por el Mediterráneo y de los paisajes de La Drova (a Bárig), donde veraneaba de pequeño y donde se instaló a partir de 1974.
En 2023 se le concedió el Premio de Honor de Las Letras Catalanas.
Ha traducido autores del árabe (Ibn Jafaya) y del italiano (Sandro Penna). Sobre otras actividades, ha dirigido el Any del Tirant (la conmemoración de los 500 años de la aparición de Tirante el Blanco) y la editorial Tres i Quatre.
Se casó en 1972 con la profesora Marifé Arroyo.

## Obra

### Poesía

València: IAM, 2018, 468 p.

1973 Natanael. Gandía: Ayuntamiento de Gandía. Premio Ausiàs March de poesía 1972.
1976 Renou: la pluja ascla els estels. Renou. Valencia: Eliseu Climent. Col. «Tres i Quatre».
1978 Presoners d'un parèntesi. Barcelona: Llibres del Mall.
1979 Crits baden la tarda melodiosa. Valencia: Septimomiau.
1980 El somriure de l'herba. Prólogo de Jaume Pont. Barcelona: Proa; El somriure de l'herba/La sonrisa de la hierba. Edición y traducción de Marc Granell. Paiporta: Denes, 2008.
1980 Esborranys de la música. Palma: Tafal.
1981 Mel-o-drama. Epílogo de Josep Lluís Seguí. Barcelona: Edicions 62.
1981 Brutícia. Prólogo de Jaume Pont. Barcelona: Llibres del Mall.
1985 Maremar. Barcelona: Edicions 62.
1987 Antologia. Prólogo de Enric Sòria. Valencia: Consorci d'Editors Valencians, col. «Gregal» 11.
1990 Setembre a Sicília. Barcelona: Cafè Central, 1990. Plaquette.
1991 Dictats d'amors (poesia 1971-1991). Prólogo de Eduard J. Verger. Barcelona: Edicions 62.
1991 Sentir. Lleida: Ajuntament de Lleida. Acompanya el núm. 4-5 de la revista Urc.
1993 En blau. Málaga: Ayuntamiento de Málaga.
1999 En el nom del mar. Barcelona: Empúries.
2000 En el nom de la mar... i un inèdit, 1991-2000. Palma: Universidad de las Islas Baleares.
2004 Cants i encants. Epíleg d'Àngel Terron; dibuixos de Ramon Canet. Muro: Ensiola.
2007 Grècia. València: Institució Alfons el Magnànim.
2008 Monodia de l'absència/Monodia de la ausencia. Pròleg de José Luis Falcó. Versions de Susanna Rafart et alii. Paiporta: Denes.
2008 La poesia. Barcelona: Institució de les Lletres Catalanes-UnescoCat.
2013 El temps trobat. Alzira: Bromera.
2014 L'art antic del crit escrit. Il·lustr. Amaia Arrazola; cur. Víctor Labrado. Algemesí: Andana, 2014. Poesia infantil i juvenil.
2018 Poesia completa 1971-2018. Prólogo de Maria Josep Escrivà; epílogo de Jaume C. Pons Alorda. València: Institució Alfons el Magnànim, 2018.  Publicación disponible en Llibreries de la Generalitat - Llig.

### Narrativa breve
- 1979 La parella
- 1981 El gran Guerau.

### Novela
- 1978 Rondalla del retorn.
- 1982 El cingle verd.
- 1985 Estiu grec.
- 1986 Les quatre estacions (con Joan M. Monjo e Ignasi Mora Tarrazona).
- 1987 Un bellíssim cadaver barroc.
- 1993 Ací s'acaba tot.
- 1996 Seduccions de Marràqueix.
- 2000 El jardí llunyà.
- 2005 A Jerusalem.

### Literatura infantil y juvenil
- 1985 La raboseta i el rabosot.
- 1986 Peret i Marieta.
- 1989 En la ciutat dels jocs.

### Crítica literaria y ensayos
- 1983 "Narracions" d'Ernest Martínez Ferrando.
- 1983 El poetes aràbigo-valencians.
- 1995 Gandia i la Safor.
- 1995 El paradís de les paraules.
- 2000 Els arrossos de casa.
- 2018 El llibre daurat : la història de la paella com no s'ha contat mai.

### Biografías, memorias y dietarios
- 2001 Jo sóc aquest que em dic Ausiàs March.
- 2001 Francesc M. Miret, l'últim poeta romàntic (con A. López i Quiles y Enric Ferrer).
- 2001 El temps feliç.
- 2003 Arran del precipici.
- 2020 Els fantàstics setanta 1969-1974. València: Magnànim.

## Premios
- 1972 Premio Ausiàs March por Natanael.
- 1977 Andròmina por Rondalla del retorn.
- 1979 Carles Riba por El somriure de l'herba.
- 1981 Josep Pla por El cingle verd.
- 1986 Premio de la Crítica del País Valencià por Les quatre estacions.
- 1994 Josep Vallverdú por El paradís de les paraules.
- 1996 Premio de la Crítica Serra d'Or por El paradís de les paraules.
- 1996 Sant Joan por Seduccions de Marràqueix.
- 2009 Premio Joanot Martorell de narrativa por Francesc de Borja, el duc sant.
- 2020 Premi Lletraferit de Cultura Valenciana
- 2022 Premio Plaza del Libro por su trayectoria literaria.[3][4]
- 2023 Premio de Honor de las Letras Catalanas[5]